# Brevicornu
Brevicornu is een muggengeslacht uit de familie van de paddenstoelmuggen (Mycetophilidae).

## Soorten
- B. affine Zaitzev, 1988
- B. affinis Zaitzev, 1988
- B. arctica (Lundström, 1913)
- B. arcticoides Caspers, 1985
- B. arcticum (Lundstrom, 1913)
- B. auriculatum (Edwards, 1925)
- B. beata (Johannsen, 1912)
- B. beatum (Johannsen, 1912)
- B. bella (Johannsen, 1912)
- B. bellum (Johannsen, 1912)
- B. bipartitum Lastovka and Matile, 1974
- B. boreale (Lundstrom, 1914)
- B. californiense Zaitzev, 1985
- B. callida (Johannsen, 1912)
- B. canadense Zaitzev, 1988
- B. cognata Ostroverchova, 1979
- B. crassicornis (Stannius, 1831)
- B. cristatum Zaitzev, 1985
- B. cuspidatum Zaitzev, 1992
- B. delita (Johannsen, 1912)
- B. disjunctum Zaitzev, 1988
- B. elata (Johannsen, 1912)
- B. eximium Zaitzev, 1988
- B. fasciculatum (Lackschewitz, 1937)
- B. fennicum (Landrock, 1927)
- B. fissicauda (Lundström, 1911)
- B. foliatum (Edwards, 1925)
- B. fuscipenne (Stæger, 1840)
- B. glandis Lastovka & Matile, 1974
- B. griseicolle (Stæger, 1840)
- B. griseicollis (Staeger, 1840)
- B. griseolum (Zetterstedt, 1852)

- B. improvisum Zaitzev, 1992
- B. intermedium (Santos Abreu, 1920)
- B. kingi (Edwards, 1925)
- B. luteum (Landrock, 1925)
- B. melanderi Zaitzev, 1988
- B. nigrofusca (Lundström, 1909)
- B. nigrofuscum (Lundstrom, 1909)
- B. occidentale Zaitzev, 1988
- B. parafennicum Zaitzev in Zaitzev & Polevoi, 1995
- B. pedatum Zatizev, 1988
- B. proprium Zaitzev, 1992
- B. proximum (Stæger, 1840)
- B. radiatum (Lundstrom, 1911)
- B. rosmellitum Chandler, 2001
- B. ruficorne (Meigen, 1838)
- B. serenum (Winnertz, 1863)
- B. sericoma (Meigen, 1830)
- B. setigerum Zaitzev in Zaitzev & Polevoi, 1995
- B. setulosum Zaitzev, 1988
- B. spathulatum (Lundstrom, 1911)
- B. subarcticum Zaitzev, 1992
- B. subfissicauda Zaitzev, 1985
- B. verralli (Edwards, 1925)